# Ignacy Kuźniak
Ignacy Kuźniak (zm. 3 maja 2023) – polski pedagog, wykładowca akademicki, prodziekan Wydziału Studiów Edukacyjnych Uniwersytetu im. Adama Mickiewicza w Poznaniu (1999–2005), dr hab.

## Życiorys
28 listopada 1994 habilitował się na podstawie pracy zatytułowanej Optymalizacja procesu kształcenia. Pracował w Wielkopolskiej Wyższej Szkole Społecznej i Ekonomicznej w Środzie Wielkopolskiej. Został zatrudniony na stanowisku profesora na Wydziale Komunikacji Społecznej Wyższej Szkole Komunikacji i Zarządzania w Poznaniu, na Wydziale Zamiejscowym w Szczecinie Wyższej Szkole Pedagogicznej im. Janusza Korczaka w Warszawie, oraz w Zakładzie Dydaktyki Ogólnej na Wydziale Studiów Edukacyjnych Uniwersytetu im. Adama Mickiewicza w Poznaniu.
Awansował na stanowisko profesora nadzwyczajnego w Instytucie Pedagogiki Wyższej Szkole Komunikacji i Zarządzania w Poznaniu, a także prodziekana na Wydziale Studiów Edukacyjnych Uniwersytetu im. Adama Mickiewicza.
Był kierownikiem Pracowni Metodologii Edukacji Wydziału Studiów Edukacyjnych Uniwersytetu im. Adama Mickiewicza.